# François Aimé Pouget
François Aimé Pouget (Montpellier, 28 agosto 1666 – Parigi, 4 aprile 1723) è stato un religioso e teologo francese, oratoriano, autore del controverso Catechismo di Montpellier, condannato dalla Santa Sede.

## Biografia
Fu ordinato presbitero e conseguì il dottorato in teologia alla Sorbona nel 1692. Esercitava il suo ministero come vicario parrocchiale nella chiesa di Saint-Roch, a Parigi, dove ebbe un ruolo importante nella riconciliazione di Jean de La Fontaine con la Chiesa. Il 13 ottobre 1696, Pouget entrò a far parte degli oratoriani e fece ritorno nella natia Montpellier, ove divenne rettore del seminario diocesano. Successivamente, fu per un certo periodo parroco nella diocesi di Saint-Malo. Trascorse gli ultimi anni della sua vita a Parigi, dove fu membro nella commissione liturgica istituita dall'arcivescovo Louis-Antoine de Noailles e tenne delle conferenze spirituali al seminario di Saint-Magloire.

## IlCatechismo di Montpellier
La fama di Pouget è dovuta a una delle sue opere, nota come Catechismo di Montpellier. Come molti altri catechismi, l'opera è destinata agli adulti. La prima parte espone i principi del cristianesimo, le sue origini a partire dalla Creazione fino alla fine del mondo e il raggiungimento della vita eterna. La seconda parte insegna come una persona deve vivere per raggiungere il regno dei Cieli. Nella terza parte, riflette sui mezzi di cui l'uomo dispone per vivere secondo giustizia.
L'opera, stampata in un'edizione maggiore e una minore, quest'ultima ad uso dei fanciulli, ebbe una vasta e immediata diffusione. Solo in francese fu ristampata 30 volte dal 1702 al 1710. Ogni edizione include nuove correzioni e annotazioni dell'autore. Ben presto l'opera fu tradotta in altre lingue.
A partire dal 1721 l'opera fu messa all'Indice, in quanto conteneva massime gianseniste. Negli ultimi anni della sua vita, Pouget, quasi cieco, tradusse il suo catechismo in latino. Oltre a rivedere l'originale, vi aggiunse citazioni scritturali, definizioni della Chiesa e dichiarazioni patristiche, ma era costretto a dipendere da collaboratori. La versione latina fu pubblicata nel 1725, ma poiché risultò zeppa di errori, la diocesi la proibì immediatamente.
L'opera di Pouget godeva dell'appoggio di due prelati sospetti: l'arcivescovo di Parigi Louis-Antoine de Noailles, incline al giansenismo, e il vescovo di Montpellier Charles-Joachim Colbert de Croissy, giansenista militante, che era stato suo compagno di studi alla Sorbona. I difensori dell'ortodossia di Pouget sostengono talvolta che i motivi della condanna fossero in larga parte ascrivibili a ragioni politiche, ma ammettono che l'opera contenga massime schiettamente gianseniste. 
Anche a distanza di molti anni dalla morte dell'autore, l'opera vide numerose riedizioni, fra cui un'edizione in polacco nel 1791. Degna di nota è l'edizione francese del 1836, adottata dalla diocesi di Martinica.
Altre opere di Pouget ebbero meno fortuna. Nel 1712 pubblicò le Instructions sur les devoirs des chevaliers de Malte, di cui fu solo curatore. La sua Instruction chrétienne sur la prière fu stampata a Parigi nel 1728.